# Monts de Ngouédi
Monts de Ngouédi är en bergskedja i Kongo-Brazzaville. Den ligger i departementet Bouenza, i den sydvästra delen av landet, 170 km väster om huvudstaden Brazzaville.